# Hieronimowo (rejon madzielski)
Hieronimowo – dawna kolonia i folwark. Tereny na których leżały znajdują się obecnie na Białorusi, w obwodzie mińskim, w rejonie miadzielskim, w sielsowiecie Miadzioł.

## Historia
W czasach zaborów wieś w granicach Imperium Rosyjskiego.
W dwudziestoleciu międzywojennym folwark i kolonia leżały w Polsce, w województwie wileńskim, w powiecie duniłowickim (od 1926 postawskim), w gminie Miadzioł a następnie w gminie Hruzdowo.
Według Powszechnego Spisu Ludności z 1921 roku zamieszkiwało w folwarku 24 osoby, 6 było wyznania rzymskokatolickiego a 18 prawosławnego. Jednocześnie 5 mieszkańców zadeklarowało polską a 19 białoruską przynależność narodową. Były tu 2 budynki mieszkalne. W 1931 folwark w 4 domach zamieszkiwało 28 osób a kolonię w 1 domu 4 osoby.
Wierni należeli do parafii rzymskokatolickiej i prawosławnej w m. Miadzioł. Miejscowość podlegała pod Sąd Grodzki w Miadziole i Okręgowy w Wilnie; właściwy urząd pocztowy mieścił się w Miadziole.
W 1938 roku miejscowość należała do gromady Rożki gminy Hruzdowo.